# Sartilly
Sartilly is een plaats en voormalige gemeente in het Franse departement Manche in de regio Normandië en telt 1.600 inwoners (2017). De plaats maakt deel uit van het arrondissement Avranches.

## Geschiedenis
Sartilly was de hoofdplaats van het gelijknamige kanton tot dit op 22 maart werd opgeheven en de gemeente werd opgenomen in het kanton Avranches. Op 1 januari 2016 werd de gemeente opgeheven en werd Sartilly de hoofdplaats van de op die dag gevormde commune nouvelle Sartilly-Baie-Bocage.

## Geografie
De oppervlakte van Sartilly bedraagt 11,6 km², de bevolkingsdichtheid is 112,7 inwoners per km².
De onderstaande kaart toont de ligging van Sartilly met de belangrijkste infrastructuur en aangrenzende gemeenten.

## Demografie
Onderstaande figuur toont het verloop van het inwonertal (bron: INSEE-tellingen).

Angey · Champcey · Montviron · La Rochelle-Normande · Sartilly